# Antoine Marès
Antoine Marès (* 8. Dezember 1950) ist ein französischer Historiker, spezialisiert auf die Zeitgeschichte Zentraleuropas.

## Leben
Seit 1977 arbeitet er am Institut national des langues et civilisations orientales (INALCO). Zwischen Jahren 1998–2001 war er Direktor des Centre français de recherche en sciences sociales de Prague (CEFRES). Seit 2004 ist er Direktor des Centre d’Histoire de l’Europe centrale contemporaine an der Paris I Panthéon-Sorbonne.

## Werke (Auswahl)
- L'Institut de France, le parlement des savants, Reihe Découvertes Gallimard (nº 261), Paris, 1995, 128 S. ISBN 2070533298.
- Edvard Beneš. De la gloire à l’abime. Entre Hitler et Staline. Paris 2015.[4]